# 二小王国 (元朝)
二小王国（にしょうおうこく）は、モンゴル帝国のクビライが5人の子を分封してもうけた5つの王国のうち、庶子2人が封ぜられた西平王国・雲南王国（後の梁王国）を指す。
西平王国は、クビライの七男のアウルクチを祖とし、青海地方をのぞくチベット全域を支配、雲南王国は、同じく六男のフゲチを祖とし、大理王国の旧領をそのまま管轄した。